# 阿吉剌
阿吉剌（?—?），元朝大臣，元惠宗时中书参知政事。
泰定初年担任同知枢密院事。泰定二年（1325年），奉旨和御史中丞曹立宣抚燕南、山东道。元文宗天历元年（1328年），他拥立元泰定帝的皇太子阿速吉八为元天顺帝，事败流放到远恶军州，籍没家产。元惠宗即位，起阿吉剌为知枢密院事。至元元年（1335年），担任中书平章政事。至元四年（1338年），加奎章阁大学士，兼知经筵事，监修《至正条格》。至元五年（1339年），被监察御史逯鲁曾弹劾，罢职，出为辽阳行省平章政事。后为知枢密院事，整治军务。至正十二年（1352年），跟随右丞相脱脱镇压徐州红巾军芝麻李，以太尉出任岭北行省左丞相。至正十八年（1358年），转任甘肃行省左丞相。